# Oskar Witzel

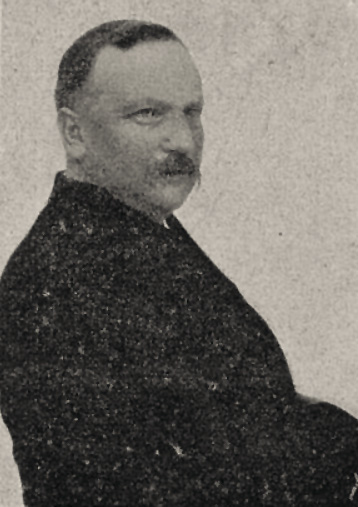
Oskar Witzel (1907)

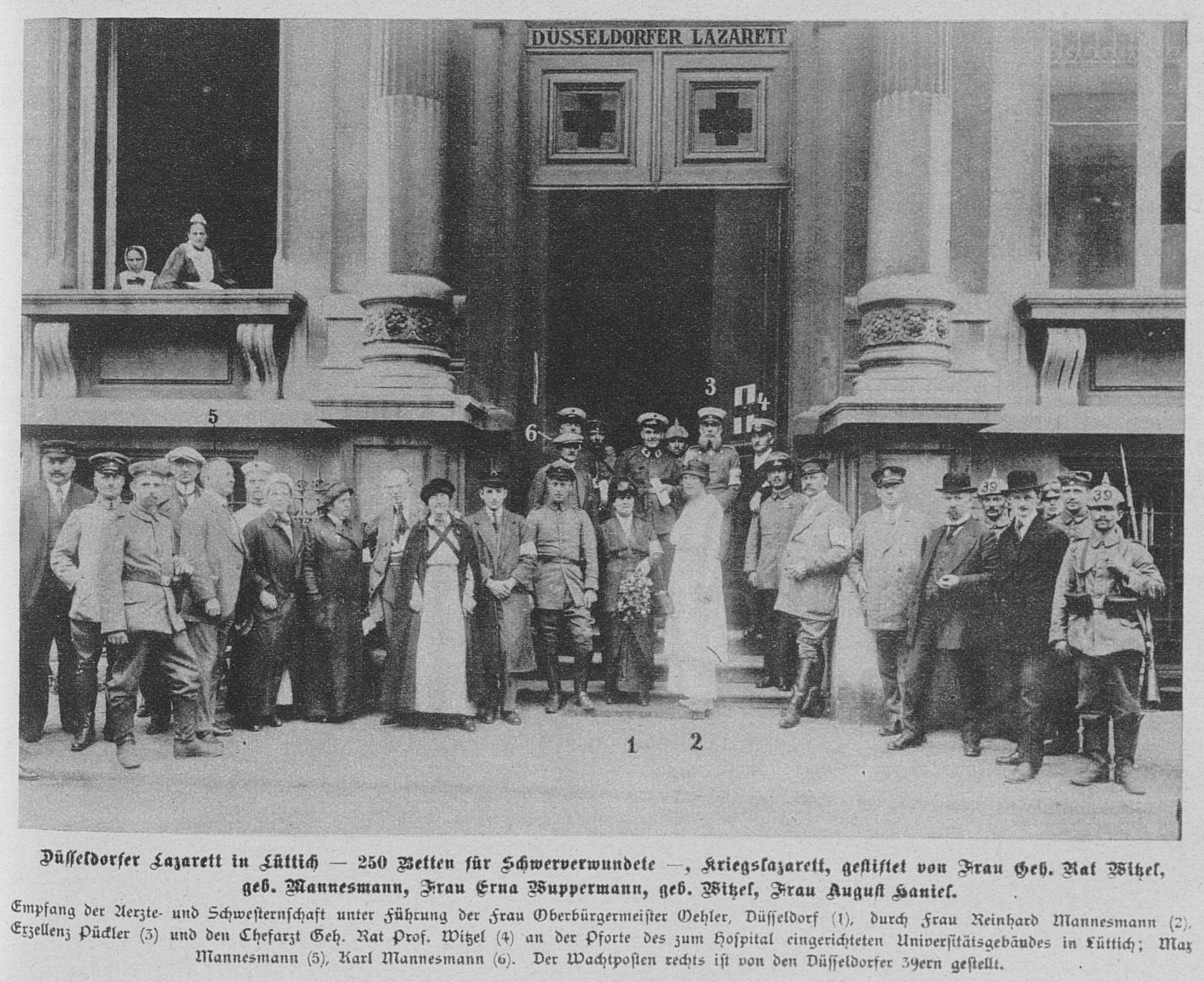
Düsseldorfer Lazarett – 1914 unter Witzels ärztlicher Leitung eingerichtetes Kriegslazarett im Universitätsgebäude des deutsch besetzten Lüttich, gestiftet von seiner Frau Clara Witzel geb. Mannesmann und ihrer Tochter Erna Wupperman gemeinsam mit Eugenie Haniel, der Ehefrau von August Haniel (1852–1925)

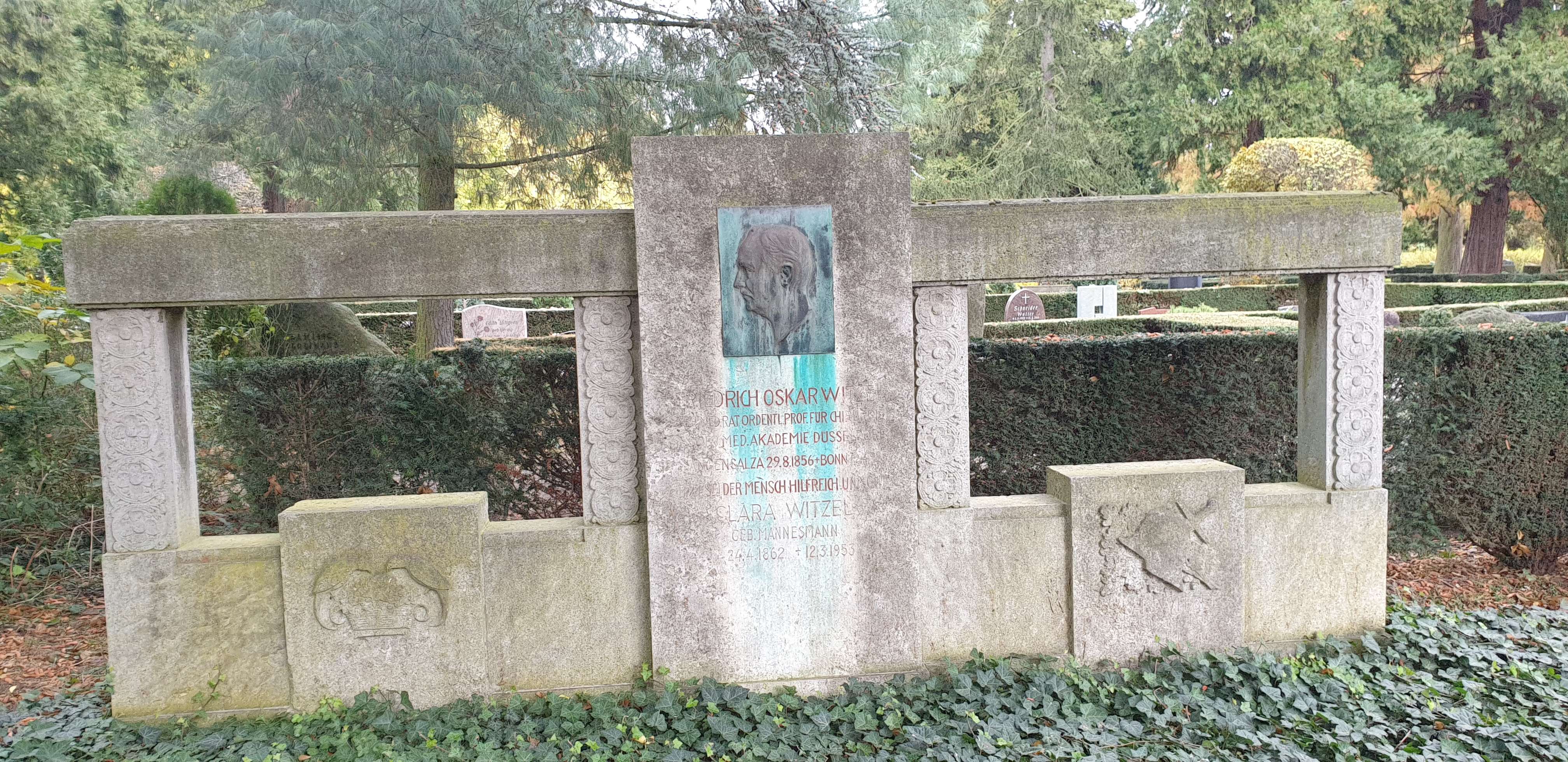
Grab der Familie Witzel auf dem Bonner Südfriedhof

Friedrich Oskar Witzel (* 29. August 1856 in Langensalza; † 19. April 1925 in Bonn) war ein deutscher Chirurg und Hochschullehrer. Er wurde vor allem bekannt durch die nach ihm benannte (Technik der) Magenfistel.

## Leben
Nach Absolvierung seiner Schulzeit am Königlichen Gymnasium am Burgplatz zu Essen begann Oskar Witzel an der Friedrichs-Universität Halle und der Königlichen Universität zu Greifswald Medizin zu studieren. In Greifswald wurde er 1876 Corpsschleifenträger der Guestfalia. Das Studium konnte er 1879 an der Friedrich-Wilhelms-Universität zu Berlin mit der Promotion zum Dr. med. abschließen. Nachdem er einige Semester bei seinem Doktorvater in Berlin als Assistent gearbeitet hatte, wechselte er an die Kliniken in Göttingen und Rostock. In dieser Zeit legte er mit seinen Arbeiten die Grundlagen für seine Habilitation, die 1882 an der Rheinischen Friedrich-Wilhelms-Universität Bonn vollzogen wurde. 1890 berief sie ihn als außerordentlichen Professor für Chirurgie und betraute ihn mit der Leitung der chirurgischen Poliklinik. Diesen Posten bekleidete Witzel unter Trendelenburg bis 1904, als er zum Chefarzt am Bonner Krankenhaus der Barmherzigen Brüder gewählt wurde. In diesen Jahren entwickelte Witzel bis 1891 die nach ihm benannte Witzelsche Fistel, einen künstlichen Ernährungskanal (Magenfistel, Gastrostoma) durch die Bauchdecke. Ab 1902 propagierte er die Äthertropfnarkose (Tropfnarkose mit Diethylether). 1906 wechselte er als Direktor an die in Düsseldorf neu errichteten Allgemeinen Städtischen Krankenanstalten (das spätere Universitätsklinikum Düsseldorf). Er übernahm einen Lehrauftrag der Rheinischen Gesellschaft für wissenschaftliche Forschung.
Oskar Witzel war seit 1886 mit Clara Mannesmann (1862–1953) aus der Remscheider Industriellenfamilie Mannesmann verheiratet, einer Cousine der Gebrüder Reinhard und Carl Mannesmann. Gemeinsam hatten sie eine Tochter namens Erna (1891–1957), die sie 1912 mit Herman Wilhelm Wupperman (1882–1963) verheirateten, einem Sohn des deutsch-amerikanischen Unternehmers Herman Wupperman (1852–1898) aus Pinneberg. Der gemeinsame Sohn Oskar Witzel-Mannesmann (1896–1916) starb im Herbst 1916 an den Folgen einer Verwundung, die er als Fähnrich im Fußartillerie-Regiment Nr. 4 in der Schlacht um Verdun erlitten hatte.
Im Alter von 68 Jahren starb Witzel 1925 in Bonn. Seine Brüder Julius, Adolph, Anton und Karl Witzel waren (teilweise bekannte) Zahnmediziner. Nach Oskar Witzel wurde die Witzelstraße benannt, an der das Düsseldorfer Universitätsklinikum liegt.

## Schriften (Auswahl)
- Beiträge zur Chirurgie der Bauchorgane. In: Deutsche Zeitschrift für Chirurgie. Band 21, 1885, S. 139 ff.
- Beiträge zur Bauch-Chirurgie. In: Deutsche Zeitschrift für Chirurgie. Band 24, 1886, S. 326 ff.
- Zur Indikation und Technik der Kolostomie und Enterostomie. In: Zentralblatt für Chirurgie. 1894, S. 937 ff.